# Immer die Radfahrer
Immer die Radfahrer ist eine österreichisch-deutsche Filmkomödie aus dem Jahr 1958. Regie führte Hans Deppe, das Drehbuch schrieb Wolf Neumeister nach einer Idee von Hans-Joachim Kulenkampff. Die Hauptrollen übernahmen Heinz Erhardt, Hans-Joachim Kulenkampff und Wolf Albach-Retty.

## Handlung
Zwanzig Jahre ist es her, dass die Schulfreunde Fritz Eilers, Ulrich Salandt und Johannes Büttner als Abiturienten (Maturanten) auf einer Radtour durch Kärnten auch in die Stadt Burgsteinach kamen, wo die jungen Männer sich jeweils in eines der dort wohnenden Mädchen verliebten.
Ulrich, ein Frauenschwarm, der schon dreimal verheiratet war, machte sich später einen Namen als Filmschauspieler, Fritz heiratete und wurde ein erfolgreicher Eierlikörfabrikant, und Johannes fand in Tilla die Frau fürs Leben und seine Berufung als Gymnasialprofessor. In einer der letzten Schulstunden vor den großen Ferien spricht er mit seinen Schülern über deren Pläne für die freie Zeit und erzählt ihnen von der Reise nach Burgsteinach. Er schwelgt in Erinnerungen und gesteht, dass er und seine Freunde eigentlich den Burgsteinachern versprochen hatten, nach fünf Jahren wieder zu kommen. Zwanzig sind es geworden und aus einer Laune heraus überredet er seine Freunde, diese Fahrt mit dem Rad nun endlich noch einmal zu unternehmen. Freilich ohne Freundin oder Ehefrauen und auch unter den Bedingungen, die sie damals hatten, also auch mit sehr wenig Geld.
Auf ihrer Reise kommen sie in zahlreiche Schwierigkeiten. Katinka, die Freundin von Fritzens Sohn Robby, die diesen vorübergehend verlassen hat, schließt sich den drei Männern an. Mehr noch wird jedoch durch Begegnungen mit alten Liebschaften ihre Treue auf die Probe gestellt. Doch die Ehefrauen von Fritz und Johannes sowie die Freundin von Ulrich reisen den Radfahrern hinterher. Bei der Premiere der Operette Der Vogelhändler treffen alle zusammen, und beim gemeinsamen Abendessen können alle Missverständnisse ausgeräumt werden.

## Produktion

### Dreharbeiten, Hintergrund
Die Dreharbeiten des von der Wiener Mundus-Film Dr. Alfred Stöger (Wien), Kurt Ulrich-Film GmbH (Berlin), hergestellten Films, fanden in den Ateliers der Wien-Film Gesellschaft mbH Atelier Rosenhügel und in Kärnten statt. Die Szenen um die Freilichtbühne wurden nächst dem (zu jener Zeit im Rückbau begriffenen) Wiener Schloss Pötzleinsdorf gedreht. 
Die Reise beginnt für die drei Radfahrer vor dem Panorama der Heiligenkreuzkirche Villach am gegenüberliegenden Ufer der Drau. Sie passieren die Burg Hollenburg, die katholische und die evangelische Kirche St. Ruprecht, sowie die Burg Hochosterwitz. Sie lassen den Brennsee hinter sich, sind zurück in Villach bei der Pfarrkirche St. Martin, dann viel weiter südlich in Fürnitz vor der Pfarrkirche St. Michael bevor sie über das Südostufer des Millstätter Sees das Gasthaus Mösslacher östlich des Weißensees erreichen. Am Ostufer des Sees entstanden auch die Campingszenen, kurz darauf sind sie zurück in Fürnitz, um sich bei einem Bauern das Geld für das Nachtlager zu verdienen. Die letzte Etappe der Reise gemeinsam mit Katinka führt die Radfahrer über Dellach am Millstätter See an das Ziel der Reise, die fiktive Stadt Burgsteinach. Dort – am Unteren Stadttor von Gmünd in Kärnten – werden sie von einer Blaskapelle begrüßt.

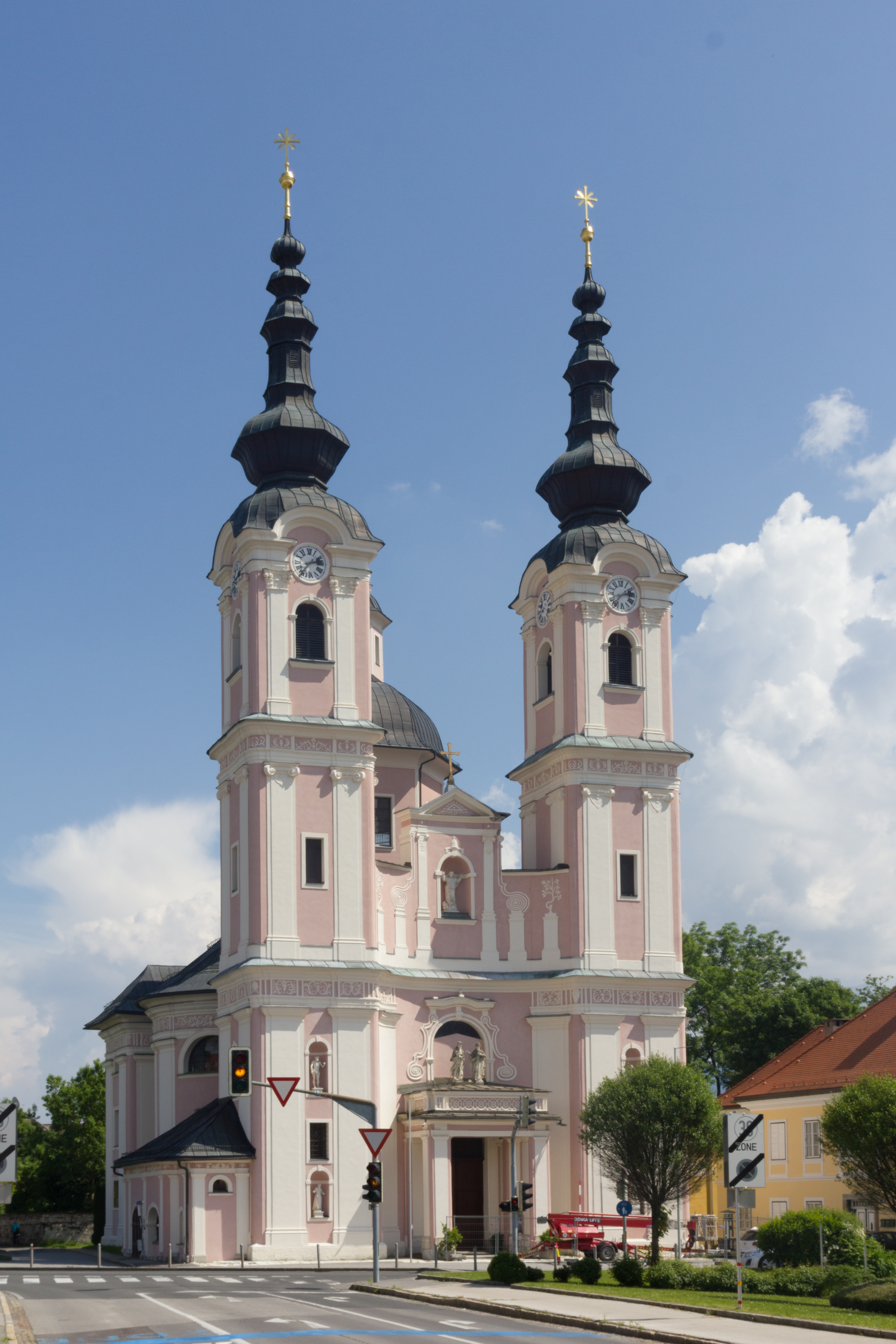
Heiligenkreuzkirche
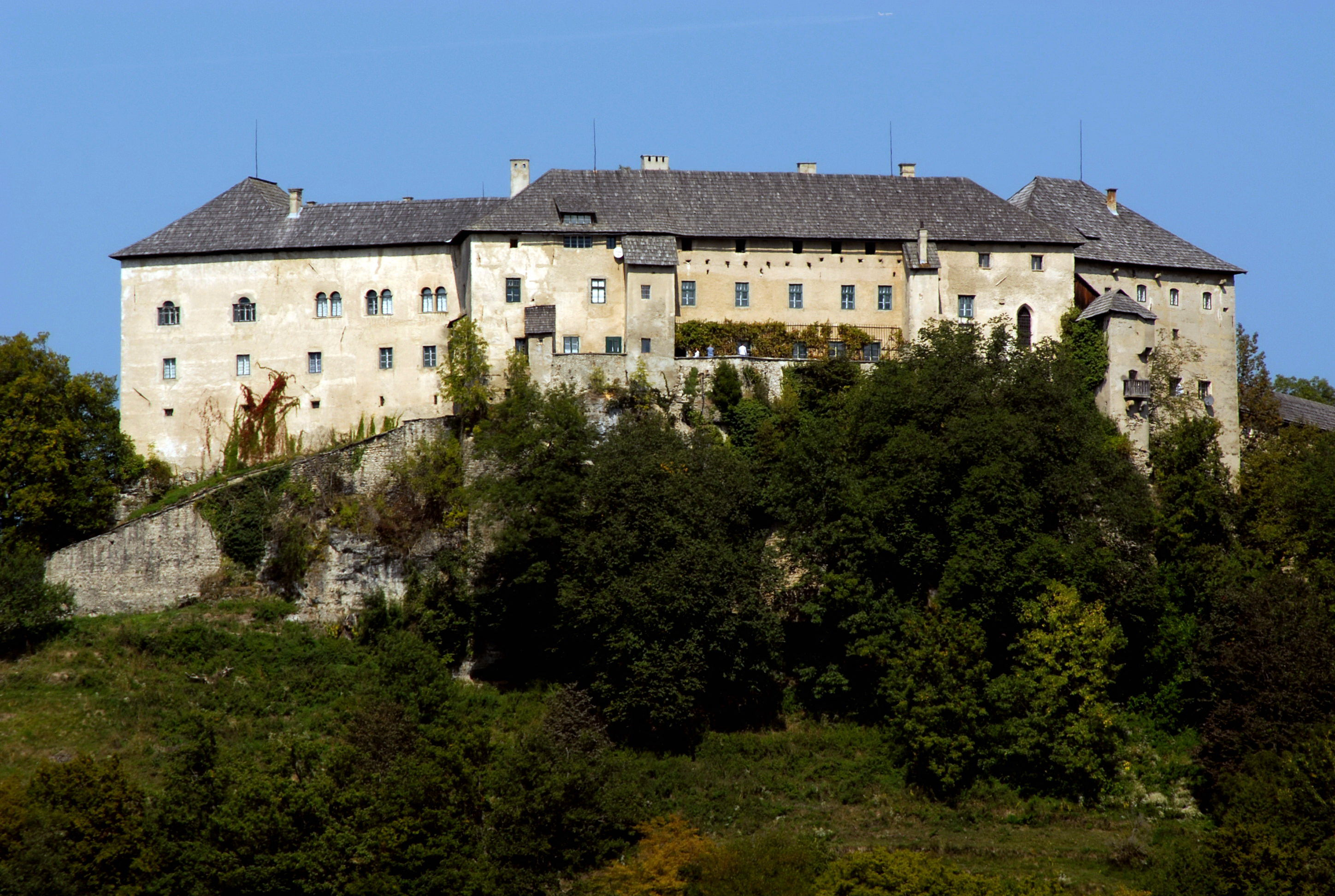
Hollenburg
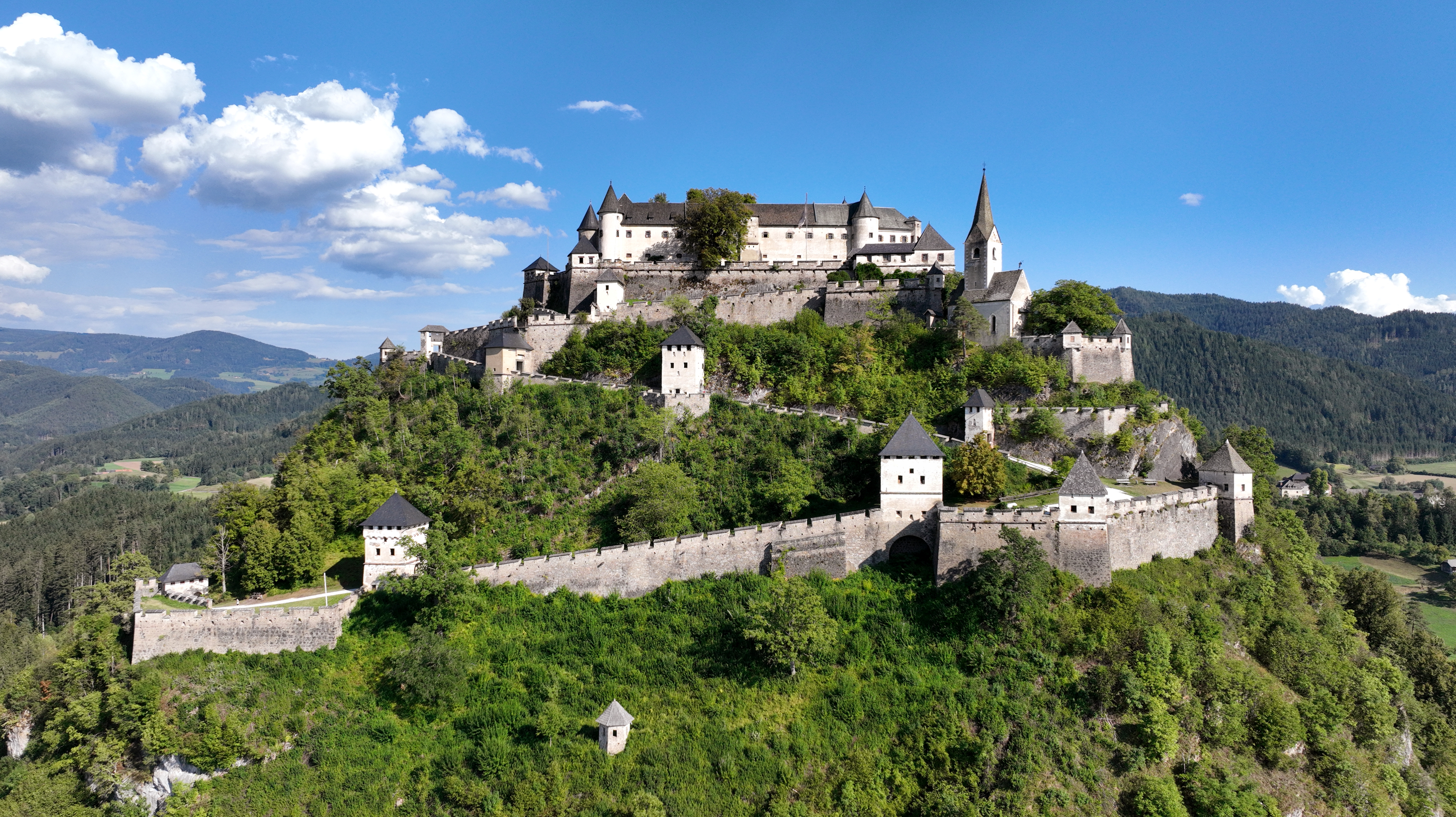
Hochosterwitz
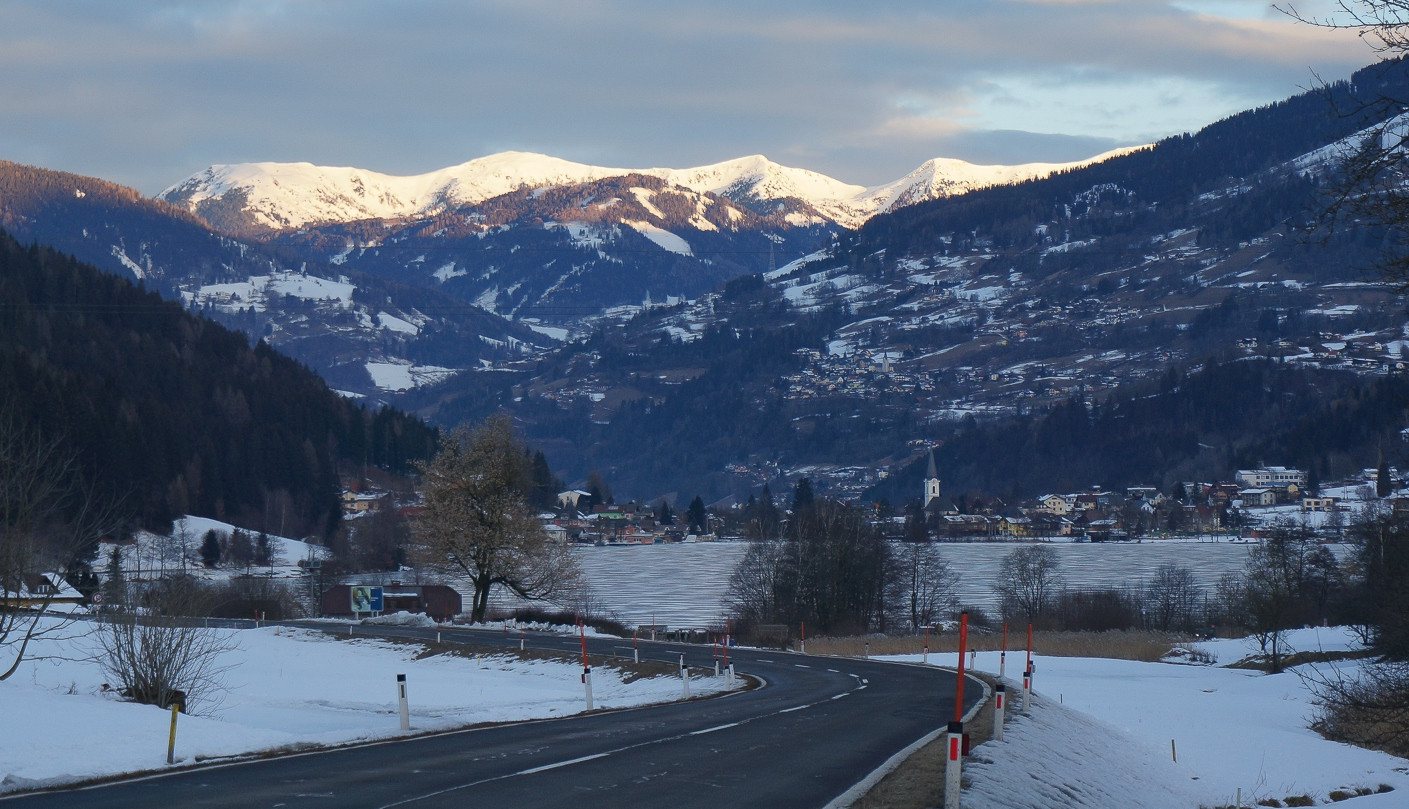
Brennsee
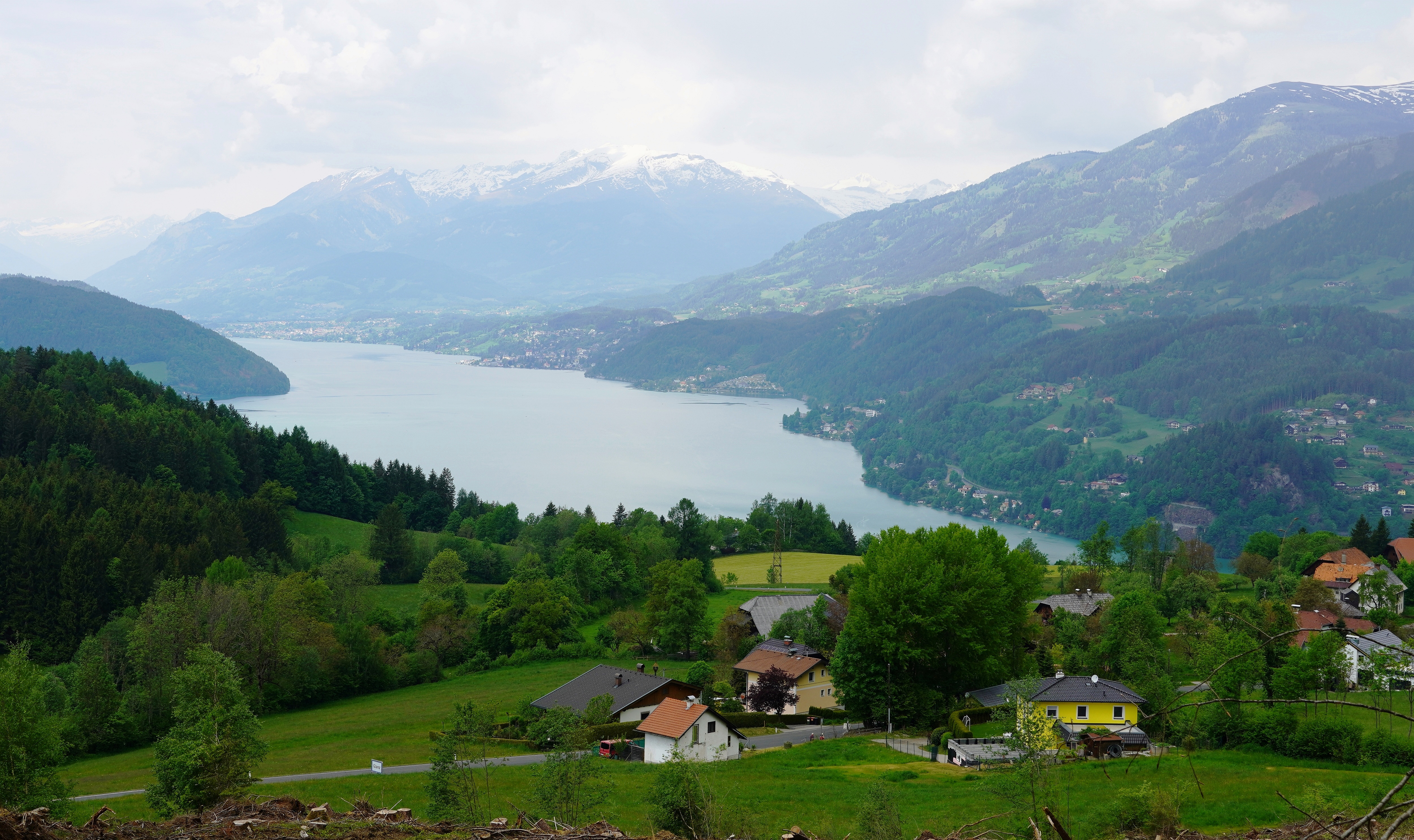
Millstätter See
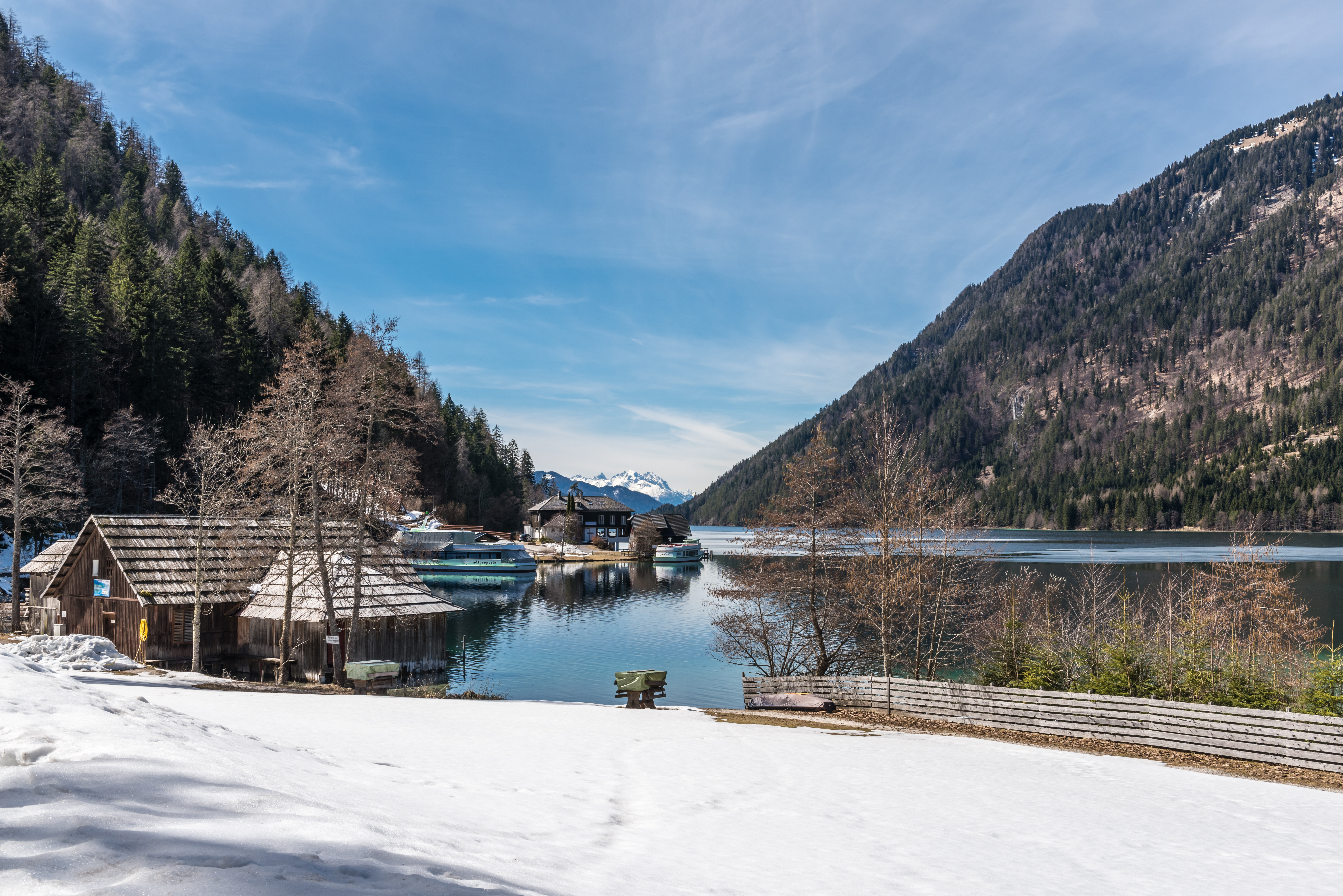
Ostufer Weißensee
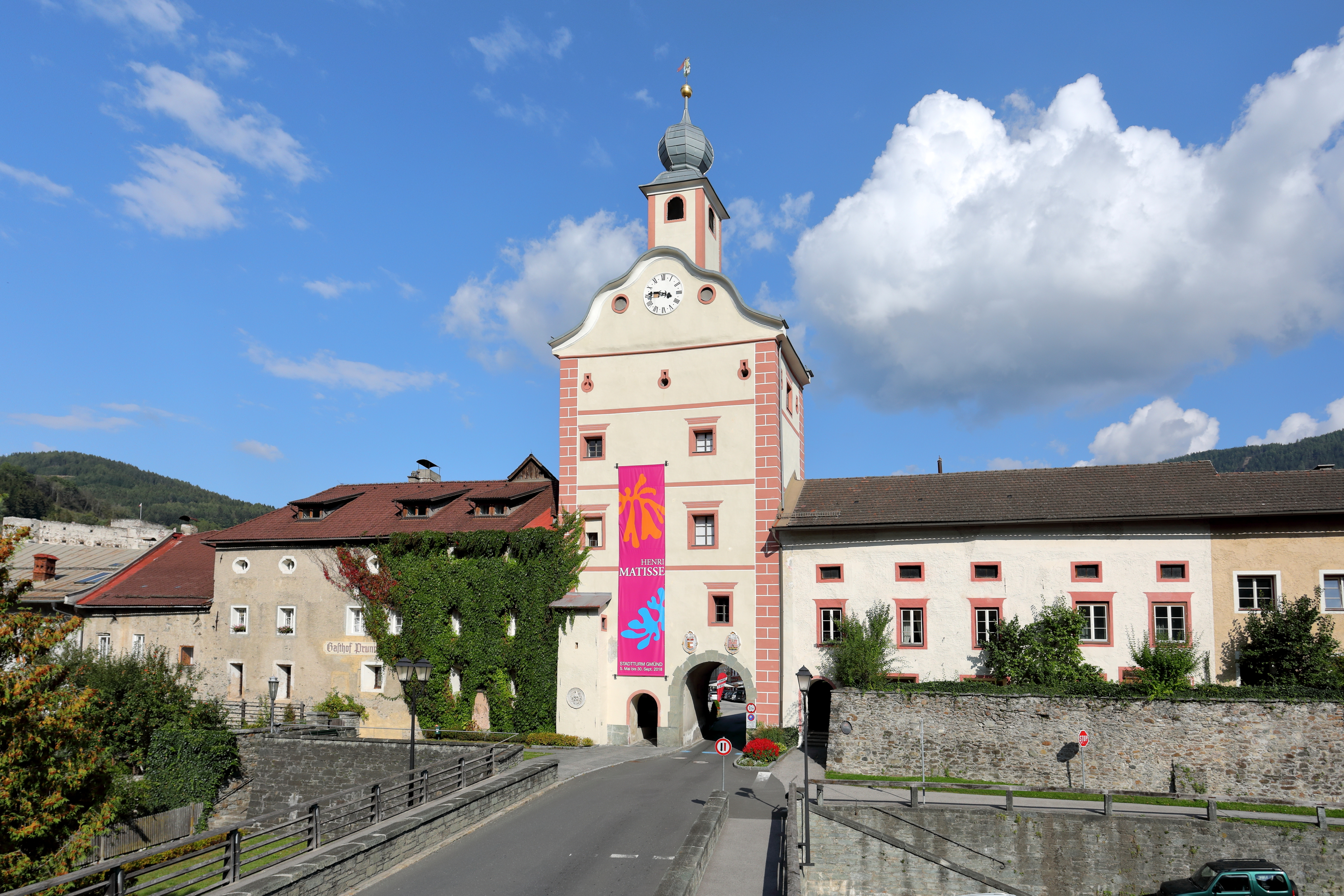
Unteres Stadttor, Gmünd

### Lieder im Film
- Mit dem Rad, Kamerad (Text: Erich Meder)
- Immer nur singen (gesungen von Peter Kraus) (Text: Erich Meder)
- Mit Siebzehn (gesungen von Peter Kraus) (Text: Fini Busch, Musik: Werner Scharfenberger)
- Lieder aus der Operette Der Vogelhändler
(Wie mein Ahn’l zwanzig Jahr (mit dem Refrain No amal, no amal, no amal, sing nur sing, Nachtigall), Grüß Euch Gott, alle miteinander!, Ich bin die Christl von der Post, Schenkt man sich Rosen in Tirol …)

### Veröffentlichung
Der Film wurde am 11. September 1958 im Bieberbau in Frankfurt am Main uraufgeführt.
Immer die Radfahrer ist 2003 erstmals auf DVD erschienen, Anbieter: Kinowelt Home Entertainment. Enthalten ist er außerdem in der Heinz Erhardt – Schelm-Edition, zusammen mit acht weiteren Filmen von Erhardt, sowie in einer Heinz Erhardt 3er-Edition vom 10. Mai 2005. 2009 und 2010 erschienen weitere Editionen mit dem Film bei Kinowelt. Am 17. Februar 2011 gab Kinowelt Immer die Radfahrer als Einzel-DVD heraus. Auf Blu-ray erschien der Film am 4. August 2017 innerhalb der Reihe „Juwelen der Filmgeschichte“ bei Alive.

## Kritik
Das Lexikon des internationalen Films konnte dem Film kaum etwas abgewinnen und schrieb: „Ein etwas zu laut geratenes Heinz-Erhardt-Lustspiel, nicht sehr witzig, dafür häufig um so alberner.“
Das Heyne Filmlexikon von 1996 bestätigte dem Film immerhin ein „romantisch-restauratives Lustspiel mit Vollblut-Darstellern“ zu sein.
Der Kritiker Falk Schwarz meinte, der Film sei „unbedarft, naiv und einfältig“, dennoch sei die Ausgangsidee „so schlecht nicht: drei alte Freunde erinnern sich der gemeinsamen Jugend und brechen noch einmal zu jenem Ort auf, an dem sie als Jungs so glücklich waren“. Von der „schönen Anfangsidee“, die eigentlich vielversprechend sei, bleibe „nichts“ – Erhardt rühre, Kulenkampff moderiere, Albach-Retty sei wenigstens Schauspieler. Fazit: „Opas Kino konnte ganz schön langweilig sein.“